# Aedes nigrithorax
Aedes nigrithorax är en tvåvingeart som först beskrevs av Macquart 1847.  Aedes nigrithorax ingår i släktet Aedes och familjen stickmyggor. Inga underarter finns listade i Catalogue of Life.